# 劉道 (正德進士)
劉道（1476年—？），字子弘，江西吉安府萬安縣人，民籍，明朝政治人物。

## 生平
江西鄉試第三十一名舉人。正德十六年（1521年）中式辛巳科會試第二百三十四名，登第三甲第五十三名進士。歷官大理寺副、雲南按察司佥事。

## 家族
曾祖劉汝哲；祖父劉惟揚；父劉素行，母朱氏。永感下。